# ブルース・パーマー
ブルース・アレン・パーマー（Bruce Allen Palmer、1955年11月12日 - ）は、バスケットボール指導者である。

## 来歴
パシフィック大学卒業後、オーストラリアNBL・コーバーグ・ジャイアンツでプレーし、最優秀選手を獲得。1982年にで選手兼任監督として指導者キャリアを始める。翌年に選手引退し指導者に専念。ブリスベン・バレッツやWNBLで指揮を執る。
その後もオーストラリア国内で指導に当たり、最優秀コーチなどを多数獲得。1997年には男子U-22代表のアシスタントコーチとしてヤングメン優勝に貢献。オーストラリアを代表する指導者としてその地位を不動のものにした。
1997-98シーズンは韓国プロバスケットボールのナレ・ブルーバードで指揮を執る。
1998年にはアジアバスケットボールスーパーリーグ等に出場する日本選抜のヘッドコーチに就任。
1999年にはトヨタ自動車コンサルタントコーチを務める。
2010年、トーマス・ウィスマンの後任としてリンク栃木ブレックスヘッドコーチに就任予定だったが、前所属チームとの契約解除を巡りトラブルとなったため就任に至らなかった。12月15日、リンク栃木ブレックスはパーマーの代わりに就任したジェイソン・ラベドーを成績不振のため解任、パーマーが改めてHCに就任した。
2012年2月、成績不振を理由にリンク栃木から解任された。

## 参照
1. ↑  リンク栃木が監督解任＝バスケット